# Campodorus genator
Campodorus genator là một loài tò vò trong họ Ichneumonidae.